# John Olof Thorell
John Olof Thorell, född 8 juli 1902 i Arvika församling, död okänt år, var en svensk-amerikansk träsnidare och träskulptör.
Han var son till stationskarlen Olof Gustaf Thorell och Johanna Alfrida Bergdal och från 1926 gift med Evelyn Johanson.Thorell studerade vid Arvika Tekniska yrkesskola där han fick lära sig teckna och snida ornament. Efter studierna arbetade han några år vid bröderna Erikssons verkstad i Taserud innan han 1922 utvandrade till Amerika. Efter att han vistas i olika orter i landet bosatte han sig slutligen i Chicago där han studerade figur- och modellering vid Chicago Art Institute. Efter studierna var han verksam som figurträsnidare och utförde ett flertal offentliga arbeten. Vid sidan av sitt snideri framträdde han offentligt som tenorsångare. Han var medlem i International Wood Carvers of North America.